# Lapsang Souchong
Il Lapsang Souchong è una varietà di tè nero cinese.
Conosciuto in Cina con il nome Zheng Shan Xiao Zhong, viene prodotto esclusivamente nell'area dei monti Wuyi, al nord della regione del Fujian, in particolare nella contea di Tong Mu. Questo tè nero, dopo essere stato fatto ossidare, viene essiccato e affumicato con legno di pino o cedro.
Si presenta con foglie intere, di color nero e leggermente arricciate. L'infuso è di colore ambrato-arancione. Il contenuto in teina è relativamente basso. Costituisce la varietà di tè caratterizzante della miscela Russian Caravan.